# وایت (جورجیا)
وایت، جورجیا (به انگلیسی: White, Georgia) یک شهر در ایالات متحده آمریکا با جمعیت ۶۷۰ نفر است که در جورجیا واقع شده‌است.

## موقعیت جغرافیایی
موقعیت جغرافیایی شهرها و مناطق اطراف به شرح زیر است: